# Руслан і Людмила (фільм, 1938)
«Руслан і Людмила» (рос. Руслан и Людмила) — радянський художній фільм Івана Нікітченка і Віктора Нєвєжина, знятий в 1938 році на кіностудії «Мосфільм» за мотивами однойменної поеми (1820) О. С. Пушкіна. У картині використано музику опери М. І. Глінки з тією ж назвою.

## Сюжет
У своїй високій гридниці бенкетує київський князь Володимир Ясне Сонечко. Він видає дочку, красуню Людмилу, за хороброго витязя Руслана. Раптово гримить грім, меркне світло, чорний вихор вривається у вікна. Людмила зникає. На пошуки викраденої дочки князя відправляються Руслан і два його суперника в любові — войовничий Рогдай і боягузливий Фарлаф. У чистому полі Руслан бачить величезну голову, під якою він знаходить чарівний бойовий меч. Людмила в полоні у злого чарівника — довгобородого карлика Чорномора. Вона бродить в казкових садах і сумує за Русланом. Її рятівник близько. Злий карлик чує грізний звук рога — це російський витязь викликає його на битву. У жорстокій сутичці Руслан перемагає Чорномора і відрубує довгу бороду, в якій таїлася вся сила чаклуна. З Людмилою, охопленою чаклунським непробудним сном, витязь пускається у зворотний шлях. Безславний суперник Руслана, Фарлаф, злодійськи нападає на стомленого довгим шляхом Руслана і мчить з Людмилою в Київ. Але і в світлиці батька Людмила продовжує спати глибоким сном. Тільки поцілунок Руслана, який повернувся до Києва, пробуджує красуню.

## У ролях
- Сергій Столяров —  Руслан
- Людмила Глазова —  Людмила
- Микола Бубнов —  Володимир
- Микола Чаплигін —  Рогдай
- Борис Кероп'ян —  Фарлаф
- К. Комаров —  Чорномор
- Марія Шльонська —  Наїна
- Василь Савицький —  Голова
- Володимир Єршов —  голос за кадром

## Знімальна група
- Сценарій: Іван Нікітченко, Віктор Нєвєжин, Самуїл Болотін
- Постановка: Іван Нікітченко, Віктор Нєвєжин
- Головний оператор — Микола Ренков
- Оператори: Іван Нікітченко, Віктор Нєвєжин
- Звукооператор — В'ячеслав Лєщов
- Асистент оператора — І. Антонов
- Комбіновані зйомки: оператори — Микола Ренков, Петро Маланичев (домальовування); художники — Андрій Нікулін (ескізи і домальовування), Володимир Нікітченко (трюки), І. Меден
- Звукооформлення — Раїса Лукіна
- Режисер монтажу — Григорій Широков
- Головний адміністратор — Б. Чижов
- Музичне оформлення: Лев Штейнберг і Оркестр московської державної філармонії